# James Harden
James Edward Harden, Jr. (Los Ángeles, California, 26 de agosto de 1989) es un jugador de baloncesto estadounidense que pertenece a la plantilla de Los Angeles Clippers de la NBA. Con 1,96 metros de altura, juega en la posición de base o escolta. Es uno de los anotadores más prolíficos de la NBA y se ganó el reconocimiento como el mejor escolta de la liga, así como de ser considerado como uno de los mejores jugadores del mundo.
Harden jugó en el baloncesto universitario con los Arizona State Sun Devils, donde fue nombrado All-American consensuado y Jugador del Año de la Pac-10 en 2009. Harden fue seleccionado en el tercer puesto por los Oklahoma City Thunder en el Draft de la NBA de 2009. Se convirtió en parte clave de un núcleo joven de jugadores liderados por Kevin Durant y Russell Westbrook. Fue nombrado Mejor Sexto Hombre en 2012 y el equipo llegó a las Finales de la NBA, donde perdieron contra Miami Heat. En verano de 2012 no renovó contrato con los Oklahoma City Thunder; entonces fue traspasado a los Houston Rockets y se convirtió en la piedra angular de la franquicia. Fue escogido por primera vez para el All-Star en el 2013, en su primera temporada con los Rockets. Ha sido máximo anotador de la NBA en tres ocasiones y le otorgaron el MVP de la temporada regular en 2018.

## Trayectoria deportiva

### Universidad
Jugó dos temporadas con los Sun Devils de la Universidad Estatal de Arizona, donde promedió 19,0 puntos y 5,5 rebotes por partido. En su segunda temporada fue uno de los 50 finalistas en el prestigioso Premio John R. Wooden. Consiguió su mejor marca anotadora el 30 de noviembre de 2008, al conseguir 40 puntos ante UTEP. Fue elegido mejor jugador del torneo de la Pacific-10 Conference tras derrotar a USC en el Staples Center, y posteriormente jugador del año de la conferencia, además de entrar en el primer equipo All-American. Tras dos años en la universidad, se declaró elegible para el draft de 2009.

#### Estadísticas
| Año     | Equipo      | PJ | PT | MPP  | %TC  | %3P  | %TL  | RPP | APP | ROB | TPP | PPP  | PER |
| ------- | ----------- | -- | -- | ---- | ---- | ---- | ---- | --- | --- | --- | --- | ---- | --- |
| 2007–08 | Arizona St. | 34 | 33 | 34.1 | .527 | .407 | .754 | 5.3 | 3.2 | 2.1 | .6  | 17.8 | 2.6 |
| 2008–09 | Arizona St. | 35 | 35 | 35.8 | .489 | .356 | .756 | 5.6 | 4.2 | 1.7 | .3  | 20.1 | 3.4 |
| Total   | Total       | 69 | 68 | 35.0 | .506 | .376 | .755 | 5.4 | 3.7 | 1.9 | .4  | 19.0 | 3.0 |

### NBA

#### Oklahoma City Thunder (2009-2012)

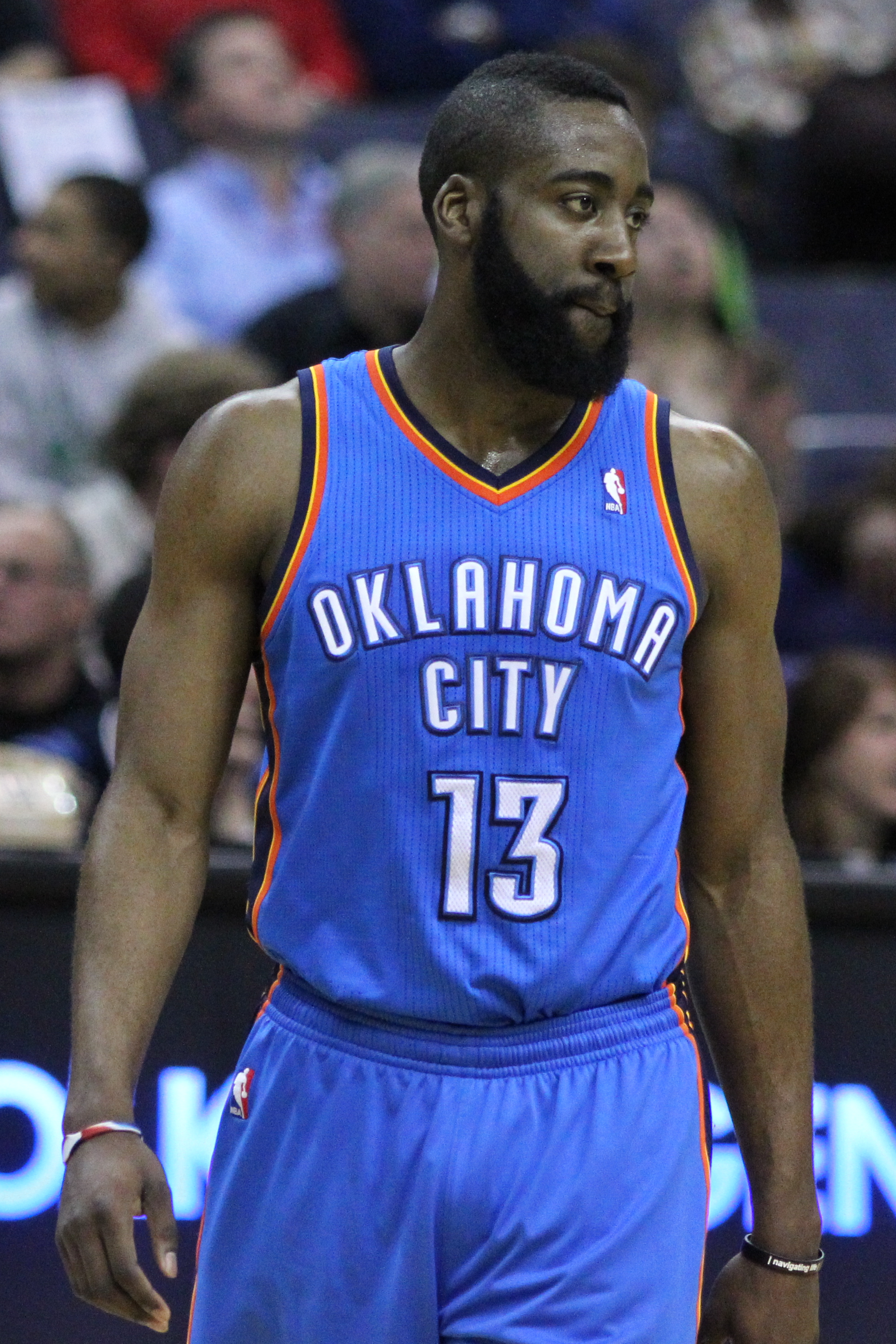
Harden jugando para Oklahoma City Thunder en 2011.

El escolta zurdo fue elegido en la tercera posición del Draft de la NBA de 2009 por Oklahoma City Thunder, siendo así el primer jugador escogido en un draft por la franquicia de Oklahoma City, ya que los Thunder nacieron en el 2008 tras la desaparición de los Seattle SuperSonics.
Harden disputó 22 minutos por partido en su primera temporada en la NBA, promediando 9,9 puntos por partido. Fue incluido en el segundo mejor quinteto de novatos, en una temporada en la que los Thunder llegaron por primera vez en su historia a los playoffs, siendo eliminados en primera ronda por Los Angeles Lakers. Para su segundo año (temporada 2010-11), Harden ya promediaba 31 minutos y 16,8 puntos por partido, ejerciendo como sexto hombre del equipo. En abril de 2012 conseguía su récord de anotación con 40 puntos ante Phoenix Suns. Pocos días después, Harden sufría una conmoción cerebral debido a un codazo propinado por Metta World Peace, jugador de los Lakers. El jugador angelino sería suspendido y Harden no regresaría hasta el primer partido de playoffs contra Dallas Mavericks. En dicha temporada 2011-12, los Thunder llegaron a las Finales de la NBA, donde serían derrotados por los Miami Heat de LeBron James, Dwyane Wade y Chris Bosh por 4-1.
Pese a disputar una floja final, Harden fue galardonado como el mejor sexto hombre de la NBA, merced a sus grandes porcentajes de lanzamiento y sus 16,8 puntos por partido. Al final de la temporada, Harden rechazó una oferta de renovación del equipo de 55 millones de dólares por 4 años, según los rumores, demandando un papel más importante que el de sexto hombre.

#### Houston Rockets (2012-2021)

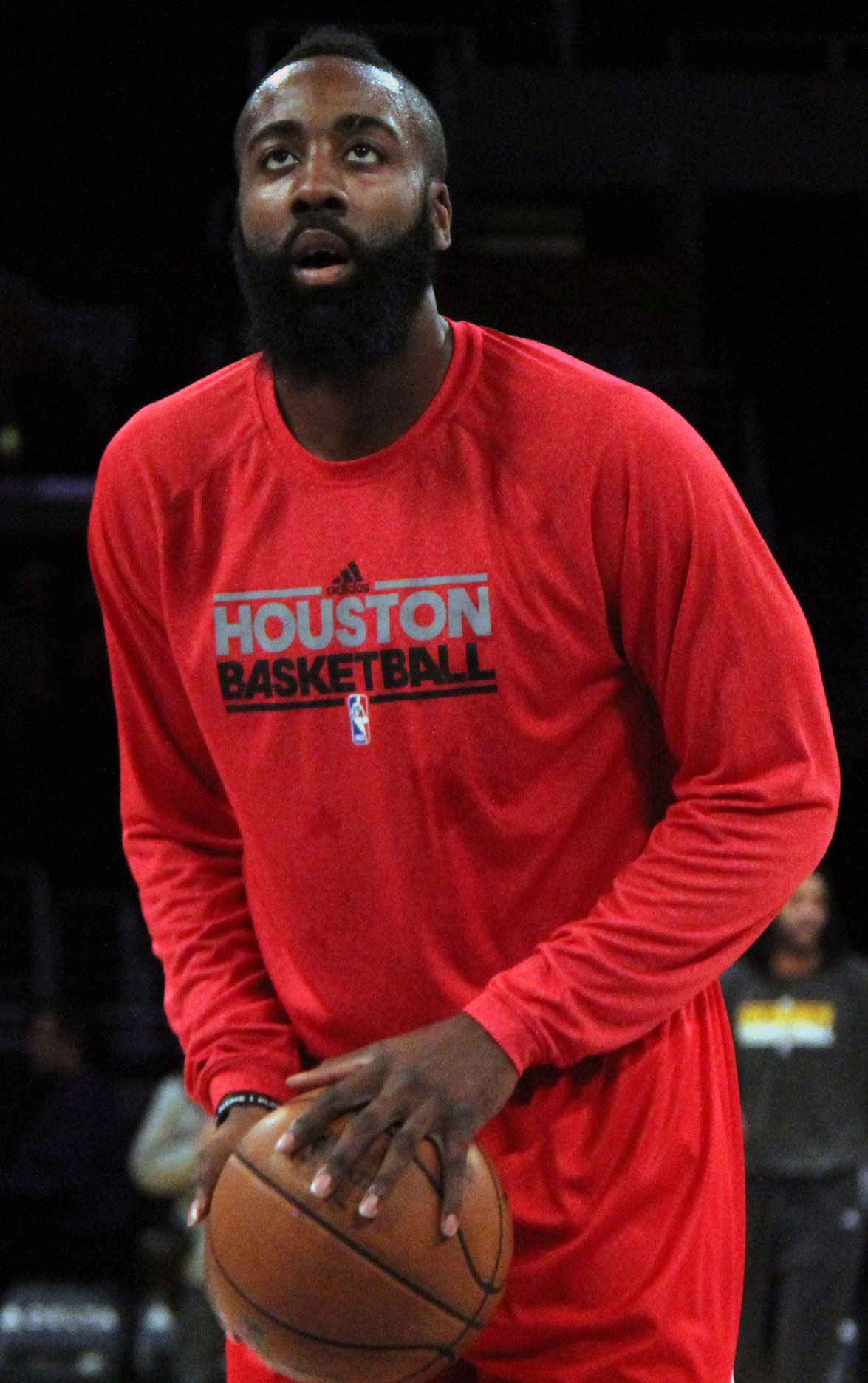
Harden con los Rockets en 2012.

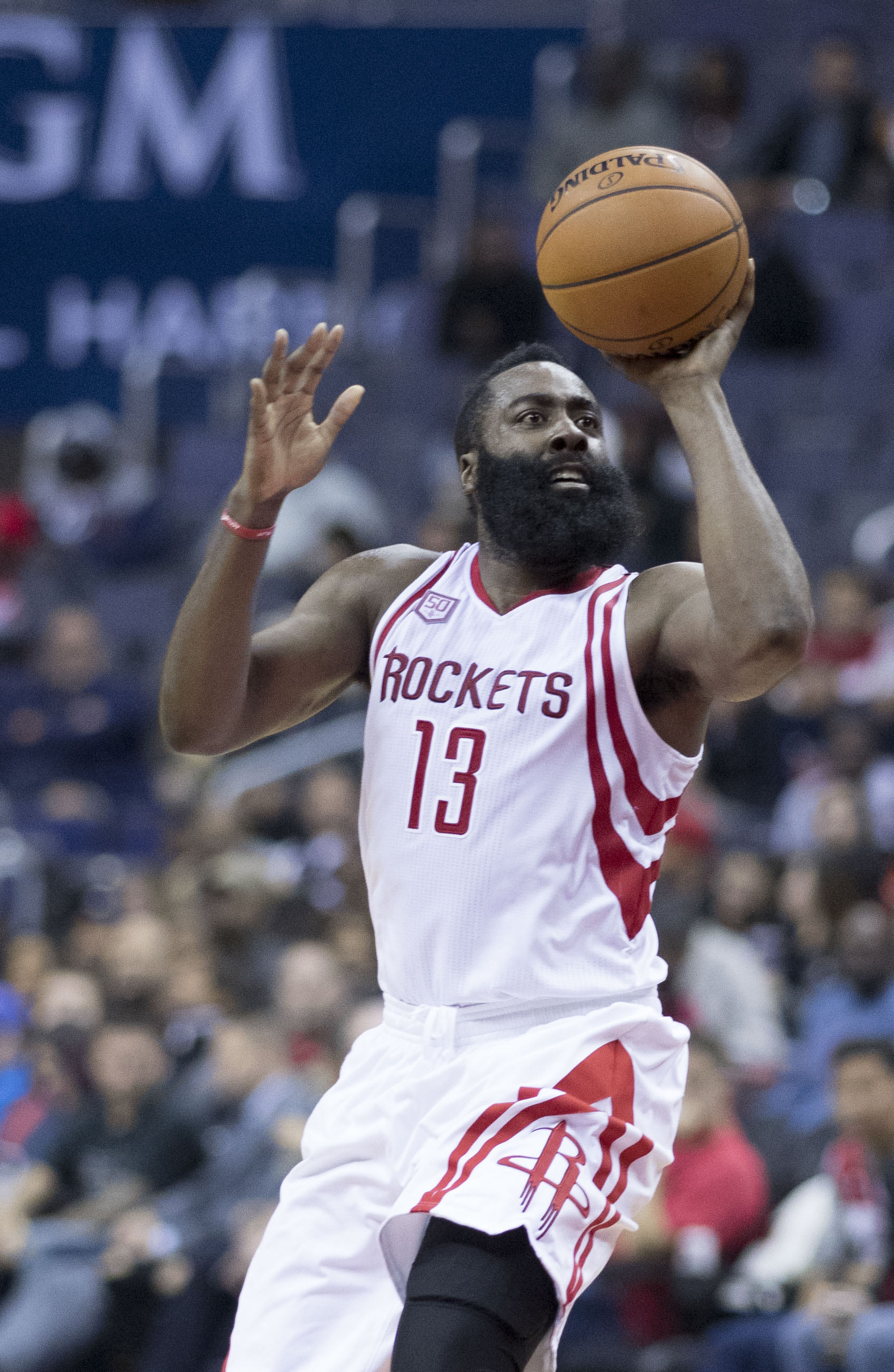
Harden con los Rockets en 2016.

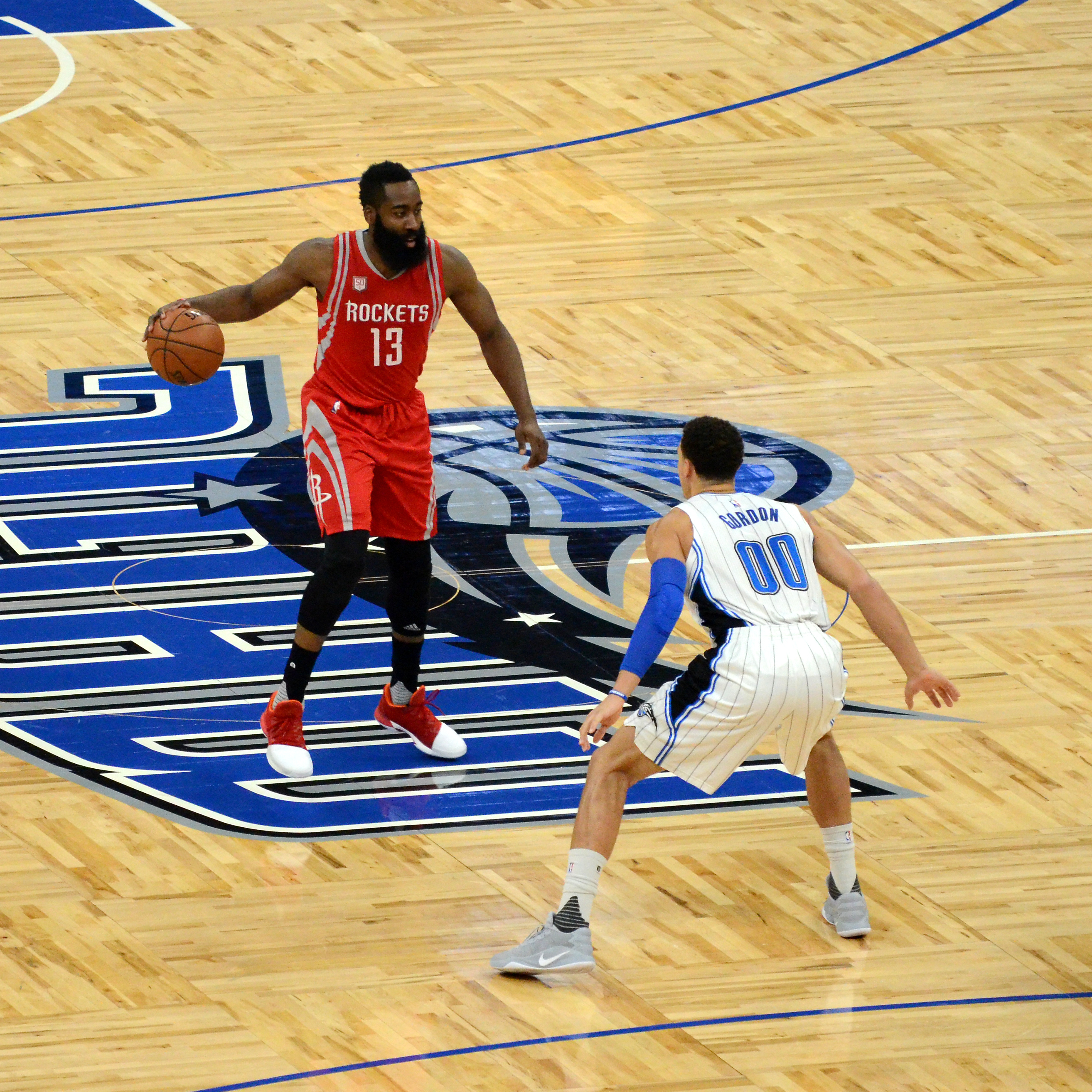
Harden durante un partido con los Rockets en 2017.

Tras rechazar la oferta de renovación de los Thunder, Harden protagonizó un sorpresivo traspaso en agosto de 2012 al ser transferido a los Houston Rockets junto a Daequan Cook, Cole Aldrich y Lazar Hayward a cambio de Kevin Martin y Jeremy Lamb. Harden pasaba así de ser el sexto hombre del finalista de la NBA a jugador franquicia de un equipo en reconstrucción. El escolta californiano firmó por 5 años y 80 millones de dólares. En su partido de debut firmó 37 puntos, 12 asistencias y 6 rebotes, convirtiéndose así en el segundo jugador con mejor porcentaje de anotación en el debut con su equipo y el primer jugador de los Rockets tras Hakeem Olajuwon en conseguir 37 puntos y 12 asistencias. En noviembre de ese año batió su récord de anotación con 45 puntos ante Atlanta Hawks. Para enero de 2013, Harden llevaba 14 partidos promediando 25 puntos, el primero de la franquicia de los Rockets en hacerlo desde el pívot Moses Malone. En febrero, consiguió su primer triple-doble ante Charlotte Bobcats, y pocos días después volvía a batir su récord de anotación con 46 puntos ante su exequipo, Oklahoma City Thunder.
Ese año sería nombrado para su primer All-Star. Bajo el liderazgo de Harden, los Rockets consiguieron finalizar en octava posición de la Conferencia Oeste y accediendo por primera vez a playoffs desde la temporada 2008-09, donde Houston fue apeado en primera ronda por los propios Thunder por un global de 4-2. Tras la temporada, Harden fue incluido en el tercer mejor quinteto de la liga.
Para la temporada 2013-14, la llegada del pívot Dwight Howard suponía un paso adelante para los Rockets, que por fin aspiraban a realizar algo importante en playoffs. Finalmente, el impacto del pívot se vio condicionado por las lesiones, recuperándose, aun así, para los playoffs. En esta postemporada acabarían cayendo en primera ronda contra unos Trail Blazers liderados por Lamarcus Aldridge y Damian Lillard, el cual decidiría el sexto y definitivo partido en Portland con un triple sobre la bocina.
En la 2014-15, Houston finalizó segundo del Oeste por detrás de los Golden State Warriors, llegando hasta final de Conferencia en Playoffs, donde cayó eliminado por 4-1 por Golden State.
Al año siguiente, terminaron octavos, y volvieron a caer frente a Warriors en primera ronda. Ese año James, fue líder de la liga en minutos jugados (38,1).
En la temporada 2016-17 quedó segundo en las votaciones para el MVP de la NBA superado por Russell Westbrook, quien estableció un récord de triples dobles en una temporada, con 42, superando la antigua marca de Oscar Robertson con 41; Harden consiguió 25. Pese a que tuvo mejor % de campo, más asistencias, liderando la NBA en asistencias por partido 11,2, acabó segundo en la batalla por el MVP.
Harden anotó un récord personal de 46 puntos contra Oklahoma City el 26 de febrero de 2013, aunque superó su propia marca anotando 56 puntos, logrado el 5 de noviembre de 2017 ante Utah Jazz, superando el conseguido en 2016, cuando obtuvo un triple doble contra New York Knicks (53 puntos, 16 rebotes y 17 asistencias), uno de los pocos triples dobles en la historia en tener más de 15 en las tres cifras.
El 30 de enero de 2018 estableció, en ese momento, su récord personal de puntos anotados en un histórico partido contra los Orlando Magic (60 puntos, 10 rebotes, 11 asistencias) convirtiéndose así en el primer jugador de la historia de la NBA en conseguir un triple-doble con 60 puntos.
En la siguiente temporada, los Houston Rockets, liderados por James Harden y Chris Paul quedaron primeros en la Conferencia Oeste, con un balance de 65 victorias y 17 derrotas, superando el récord histórico de la franquicia. Pese a esto, los Houston Rockets fueron eliminados por los Golden State Wariors en el séptimo partido de la final de conferencia. James Harden fue nombrado MVP de la Temporada Regular, con unos promedios de 30.4 puntos, 8.8 asistencias y 5.4. Siendo el máximo anotador de la liga y el jugador con más triples anotados.
Ya inmersos en la 2018-19, el 23 de enero de 2019, frente a los Knicks, consiguió su récord personal de anotación con 61 puntos. Durante la temporada, Harden desplegó todo su arsenal ofensivo, y estableció varios récords de anotación. Consiguió encadenar 32 partidos consecutivos, anotando 30 o más puntos (récord histórico que ostenta Wilt Chamberlain con 65 partidos en la 1961-62). Además, se convirtió en el primer jugador de la historia en anotar, al menos 30 puntos, a todos los equipos de la NBA (29) en una misma temporada. Al término de la temporada regular, igualó un récord de Michael Jordan, y se convirtieron en los dos únicos jugadores de la historia en finalizar la temporada con 2,700 puntos, 500 rebotes, y 500 asistencias.
A principio de la temporada 2019-20, el 30 de noviembre frente a Atlanta Hawks, Harden anotaba 60 puntos, por cuarta vez en su carrera, y sin llegar a disputar el último cuarto. En ese mes, noviembre de 2019, anotó 82 triples en 15 encuentros, siendo el récord de más triples anotados en un mes en la historia de la NBA, hasta ese momento.
Al comenzar la temporada 2020-21, el 23 de diciembre de 2020, Harden es multado con $50.000 por violar los protocolos de salud y seguridad de la NBA; que entre otras cosas prohíben asistir a reuniones sociales en interiores de 15 o más personas, o ingresar a bares, salones, clubes o establecimientos similares.

#### Brooklyn Nets (2021-2022)

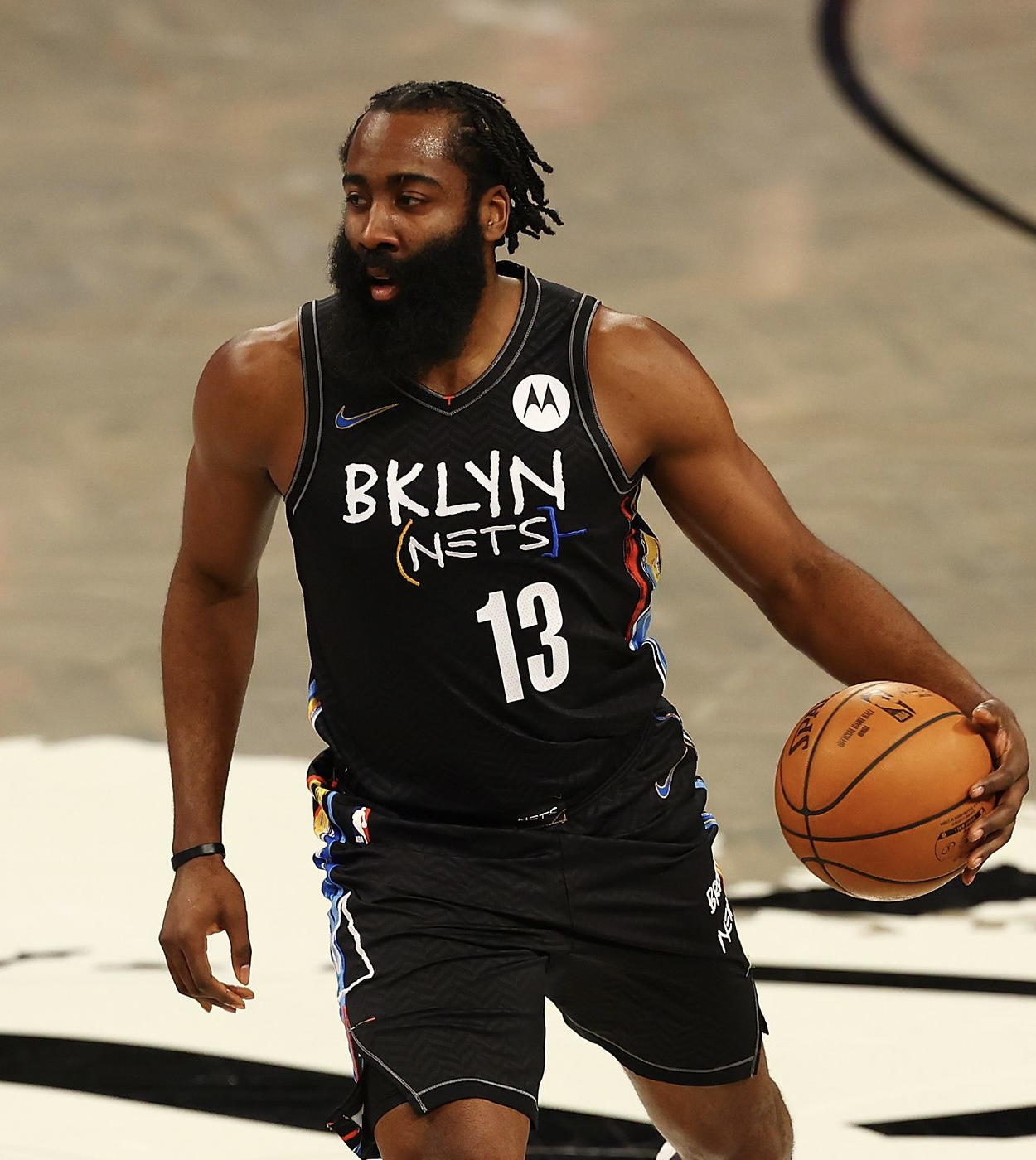
Harden con los Nets en 2021.

El 13 de enero de 2021, es traspasado a Brooklyn Nets en un acuerdo que involucra a cuatro equipos. En su estreno como jugador de los Nets, el 16 de enero en la victoria ante Orlando (122-115), consiguió un triple doble (32p, 14a, 12r), siendo el primer jugador de la historia de la NBA en registrar un triple doble de más de 30 puntos el día de su debut, además de ser el jugador que más asistencias reparte para un debutante de Brooklyn. El 13 de febrero, en la victoria ante Golden State Warriors, repartió 16 asistencias. El 23 de febrero, fue elegido por novena vez para disputar el All-Star Game que se celebró en Atlanta. El 2 de marzo ante los Spurs, con una actuación de 30/14/15, se convirtió en el primer jugador que consigue al menos 30 puntos, 10 rebotes y 15 asistencias, sin perder un solo balón, desde 1977. El 15 de marzo, en la victoria ante New York Knicks, registró su décimo triple doble de la temporada con 21 puntos, 15 rebotes y 15 asistencias, siendo el primer jugador en la historia de la franquicia de Brooklyn en registrar un 15/15/15.
Ya en su segunda temporada en Brooklyn, el 12 de noviembre de 2021 ante New Orleans Pelicans anota 39 puntos y reparte 12 asistencias. El 27 de diciembre ante Los Angeles Clippers de nuevo 39 puntos y reparte 15 asistencias. El 21 de enero de 2022 ante San Antonio Spurs registra un triple doble de 37 puntos, 11 asistencias y 10 rebotes. El 3 de febrero, se anunció su presencia como reserva en el All-Star Game de la NBA 2022, siendo la décima participación de su carrera. Aunque finalmente no pudo participar por lesión, y fue reemplazado por Jarrett Allen.

#### Philadelphia 76ers (2022-2023)
El 10 de febrero de 2022 es traspasado junto a Paul Millsap a Philadelphia 76ers, a cambio de Ben Simmons, Seth Curry y Andre Drummond. El 25 de febrero, debutó con los 76ers ante Minnesota Timberwolves, anotando 27 puntos y repartiendo 12 asistencias. En su segundo encuentro, el 27 de febrero ante New York Knicks consigue un triple-doble de 29 puntos, 16 asistencias y 10 rebotes, a los que añadió 5 robos de balón. El 10 de marzo, superó los 2560 triples de Reggie Miller convirtiéndose en el tercer máximo triplista de todos los tiempos.
El 30 de junio de 2022 declina su opción de renovación, por la que cobraría $47 millones al año siguiente y se convierte en agente libre, pero 10 días después firma un contrato por 2 años y $67 millones, renovando con los 76ers y renunciando a parte de su posible contrato, en beneficio del equipo, liberando espacio en el tope salarial del mismo. Durante su segunda temporada en Filadelfia, el 23 de diciembre de 2022 ante Los Angeles Clippers registra un triple-doble 20 puntos, 11 rebotes y 21 asistencias, siendo su récord personal en asistencias. Al término de la temporada regular, finalizó como el máximo asistente de la temporada (10,7), por segunda vez en su carrera. Ya en postemporada, el 1 de mayo en el primer encuentro de semifinales de conferencia ante Boston Celtics, anota 45 puntos, igualando su mejor registro anotador en playoffs. El 7 de mayo, en el cuarto encuentro de esa misma serie, anota 42 puntos.

#### Los Angeles Clippers (2023-presente)
El 29 de junio de 2023 optó por acogerse a su 'opción de jugador' y renovar por una temporada por $35,6 millones con Philadephia, pero días después se hacía pública la noticia de que su relación con Daryl Morey, el actual presidente de operaciones baloncestísticas de los 76ers, estaba fracturada. A mediados de agosto le llamó públicamente mentiroso y pidió ser traspasado, comentarios por los que fue sancionado con $100.000. Luego no se presentó al Media Day y faltó a un entrenamiento. Finalmente, el 30 de octubre fue traspasado a Los Angeles Clippers, junto a PJ Tucker y Filip Petrušev, a cambio de Marcus Morris, Nicolas Batum, Robert Covington y KJ Martin.
El 17 de marzo de 2024 superó los 25.728 puntos de Vince Carter y se colocó como el vigésimo máximo anotador de la historia de la liga.
El 30 de junio de 2024 extiende su contrato con los Clippers, por dos temporadas y $70 millones.
Al comienzo de su segundo año en Los Ángeles, el 31 de octubre de 2024 ante Phoenix Suns, consigue un triple-doble de 25 puntos, 13 asistencias y 10 rebotes, siendo el número 78 de su carrera. En ese mismo encuentro alcanza los 26.000 puntos. El 17 de noviembre ante Utah Jazz supera los 2973 triples de Ray Allen y se coloca como segundo máximo triplista de la historia de la NBA, solo por detrás de Stephen Curry. El 27 de noviembre ante Washington Wizards anota 43 puntos. El 16 de diciembre consigue 41 puntos antes Utah Jazz, 24 de ellos en el primer cuarto. El 19 de enero de 2025 consiguió 21 puntos ante Los Angeles Lakers, superando de esa manera a Oscar Robertson como decimocuarto máximo anotador de la historia de la NBA. El 25 de enero anota 40 puntos ante Milwaukee Bucks. A finales de enero de 2025 se anunció su participación como reserva en el All-Star Game, siendo la decimoprimera nominación de su carrera. El 5 de marzo anota 50 puntos ante Detroit Pistons. Ese día se unió a Stephen Curry como los únicos jugadores en la historia de la NBA en tener al menos 200 partidos a lo largo de su carrera con cinco o más triples anotados. Días después supera los 27.409 puntos de Moses Malone y se coloca como el decimoprimer máximo anotador en la historia de la liga.
A finales de junio de 2025 acuerda una extensión de contrato con los Clippers por dos temporadas y $81,5 millones.

### Selección nacional

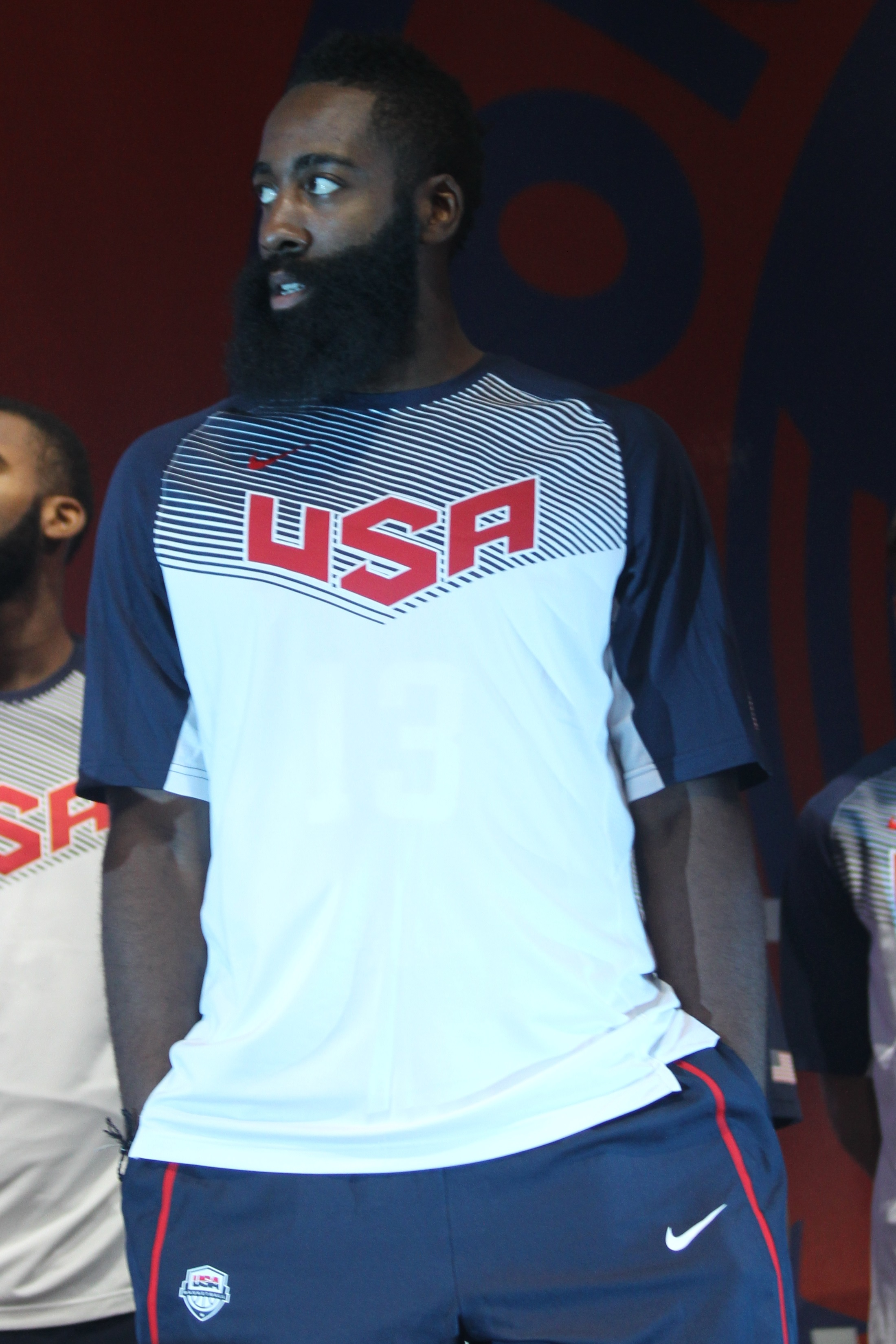
Harden con la selección de Estados Unidos en el Mundial 2014.

Harden formó parte del equipo de la selección de Estados Unidos que consiguió la medalla de oro en los Juegos Olímpicos de 2012 en Londres y también formó parte del equipo que salió campeón en la Copa Mundial de Baloncesto de 2014 en España. Fue candidato a formar parte de la plantilla que participaría en los Juegos Olímpicos de 2016 en Río de Janeiro, pero finalmente declinó la invitación.

## Estadísticas de su carrera en la NBA
|  | Líder de la liga |

### Temporada regular
| Año      | Equipo        | PJ   | PT  | MPP  | %TC  | %3P  | %TL  | RPP | APP  | ROB | TPP | PPP  |
| -------- | ------------- | ---- | --- | ---- | ---- | ---- | ---- | --- | ---- | --- | --- | ---- |
| 2009-10  | Oklahoma City | 76   | 0   | 22.9 | .403 | .375 | .808 | 3.2 | 1.8  | 1.1 | .3  | 9.9  |
| 2010-11  | Oklahoma City | 82   | 5   | 26.7 | .436 | .349 | .843 | 3.1 | 2.1  | 1.1 | .3  | 12.2 |
| 2011-12  | Oklahoma City | 62   | 2   | 31.4 | .491 | .390 | .846 | 4.1 | 3.7  | 1.0 | .2  | 16.8 |
| 2012-13  | Houston       | 78   | 78  | 38.3 | .438 | .368 | .851 | 4.9 | 5.8  | 1.8 | .5  | 25.9 |
| 2013-14  | Houston       | 73   | 73  | 38.0 | .456 | .366 | .866 | 4.7 | 6.1  | 1.6 | .4  | 25.4 |
| 2014-15  | Houston       | 81   | 81  | 36.8 | .440 | .375 | .868 | 5.7 | 7.0  | 1.9 | .7  | 27.4 |
| 2015-16  | Houston       | 82   | 82  | 38.1 | .439 | .359 | .860 | 6.1 | 7.5  | 1.7 | .6  | 29.0 |
| 2016-17  | Houston       | 81   | 81  | 36.4 | .440 | .347 | .847 | 8.1 | 11.2 | 1.5 | .5  | 29.1 |
| 2017-18  | Houston       | 72   | 72  | 35.4 | .449 | .367 | .858 | 5.4 | 8.8  | 1.8 | .7  | 30.4 |
| 2018-19  | Houston       | 78   | 78  | 36.8 | .442 | .368 | .879 | 6.6 | 7.5  | 2.0 | .7  | 36.1 |
| 2019-20  | Houston       | 68   | 68  | 36.5 | .444 | .355 | .865 | 6.6 | 7.5  | 1.8 | .9  | 34.3 |
| 2020-21  | Houston       | 8    | 8   | 36.3 | .444 | .347 | .883 | 5.1 | 10.4 | .9  | .8  | 24.8 |
| 2020-21  | Brooklyn      | 36   | 35  | 36.6 | .471 | .366 | .856 | 8.5 | 10.9 | 1.3 | .8  | 24.6 |
| 2021-22  | Brooklyn      | 44   | 44  | 37.0 | .414 | .332 | .869 | 8.0 | 10.2 | 1.3 | .7  | 22.5 |
| 2021-22  | Philadelphia  | 21   | 21  | 37.7 | .402 | .326 | .892 | 7.1 | 10.5 | 1.2 | .2  | 21.0 |
| 2022-23  | Philadelphia  | 58   | 58  | 36.8 | .441 | .385 | .867 | 6.1 | 10.7 | 1.2 | .5  | 21.0 |
| 2023-24  | L.A. Clippers | 72   | 72  | 34.3 | .428 | .381 | .878 | 5.1 | 8.5  | 1.1 | .8  | 16.6 |
| 2024-25  | L.A. Clippers | 79   | 79  | 35.3 | .410 | .352 | .874 | 5.8 | 8.7  | 1.5 | .7  | 22.8 |
| Total    | Total         | 1151 | 937 | 34.8 | .439 | .363 | .861 | 5.6 | 7.2  | 1.5 | .6  | 24.1 |
| All-Star | All-Star      | 10   | 6   | 24.7 | .453 | .418 | .500 | 4.5 | 5.8  | .7  | .3  | 14.9 |

### Playoffs
| Año   | Equipo        | PJ  | PT  | MPP  | %TC  | %3P  | %TL  | RPP | APP | ROB | TPP | PPP  |
| ----- | ------------- | --- | --- | ---- | ---- | ---- | ---- | --- | --- | --- | --- | ---- |
| 2010  | Oklahoma City | 6   | 0   | 20.0 | .387 | .375 | .842 | 2.5 | 1.8 | 1.0 | .2  | 7.7  |
| 2011  | Oklahoma City | 17  | 0   | 31.6 | .475 | .303 | .825 | 5.4 | 3.6 | 1.2 | .8  | 13.0 |
| 2012  | Oklahoma City | 20  | 0   | 31.5 | .435 | .410 | .857 | 5.1 | 3.4 | 1.6 | .1  | 16.3 |
| 2013  | Houston       | 6   | 6   | 40.5 | .391 | .341 | .803 | 6.7 | 4.5 | 2.0 | 1.0 | 26.3 |
| 2014  | Houston       | 6   | 6   | 43.8 | .376 | .296 | .900 | 4.7 | 5.8 | 2.0 | .2  | 26.8 |
| 2015  | Houston       | 17  | 17  | 37.4 | .439 | .383 | .916 | 5.7 | 7.5 | 1.6 | .4  | 27.2 |
| 2016  | Houston       | 5   | 5   | 38.6 | .410 | .310 | .844 | 5.2 | 7.6 | 2.4 | .2  | 26.6 |
| 2017  | Houston       | 11  | 11  | 37.0 | .413 | .278 | .878 | 5.5 | 8.5 | 1.9 | .5  | 28.5 |
| 2018  | Houston       | 17  | 17  | 36.5 | .410 | .299 | .887 | 5.2 | 6.8 | 2.2 | .6  | 28.6 |
| 2019  | Houston       | 11  | 11  | 38.5 | .413 | .350 | .837 | 6.9 | 6.6 | 2.2 | .9  | 31.6 |
| 2020  | Houston       | 12  | 12  | 37.3 | .478 | .333 | .845 | 5.6 | 7.7 | 1.5 | .8  | 29.6 |
| 2021  | Brooklyn      | 9   | 9   | 35.8 | .472 | .364 | .903 | 6.3 | 8.6 | 1.7 | .7  | 20.2 |
| 2022  | Philadelphia  | 12  | 12  | 39.9 | .405 | .368 | .893 | 5.7 | 8.6 | .8  | .7  | 18.6 |
| 2023  | Philadelphia  | 11  | 11  | 38.8 | .393 | .378 | .873 | 6.2 | 8.3 | 1.8 | .4  | 20.3 |
| 2024  | L.A. Clippers | 6   | 6   | 40.3 | .449 | .383 | .906 | 4.5 | 8.0 | 1.0 | 1.0 | 21.2 |
| 2025  | L.A. Clippers | 7   | 7   | 39.4 | .436 | .364 | .818 | 5.4 | 9.1 | 1.3 | 1.0 | 18.7 |
| Total | Total         | 173 | 130 | 36.2 | .425 | .340 | .869 | 5.5 | 6.5 | 1.6 | .6  | 22.5 |

## Logros y reconocimientos

### Títulos internacionales de selección
- Medalla de Oro en los Juegos Olímpicos de Londres 2012
- Medalla de Oro en Copa Mundial de Baloncesto de 2014

### Galardones y logros personales
- Elegido en el segundo mejor quinteto de rookies 2010, de la NBA.
- 11 veces elegido para jugar el All-Star Game de la NBA: (2013-2022, 2025).
- MVP de la temporada regular: 2018.
- 6 veces en el mejor quinteto de la NBA: 2014, 2015, 2017, 2018, 2019 y 2020.
- 1 vez en el tercer mejor quinteto de la NBA: 2013.
- Mejor Sexto Hombre de la NBA: 2012
- Líder de la temporada NBA 2016-17 en asistencias: 11.2
- Líder de la temporada NBA 2017-18 en PER: 30.4
- Líder de la temporada NBA 2017-18 en anotación: 29.83
- Líder de la temporada NBA 2017-18 en triples anotados: 265
- Líder de la temporada NBA 2018-19 en anotación: 36.1
- Líder de la temporada NBA 2018-19 en triples anotados: 378
- Líder de la temporada NBA 2019-20 en anotación: 34.3
- Líder de la temporada NBA 2019-20 en triples anotados: 299
- Líder de la temporada NBA 2022-23 en asistencias: 10.7
- Elegido en el Equipo del 75 aniversario de la NBA (2021).

## Vida personal
James, hijo de James Harden Sr. y de Monja Willis, es el pequeño de tres hermanos.
Harden es Cristiano, y habla sobre su fe diciendo:

"I just want to thank God for everything he has done in my life".
"Sólo quiero agradecer a Dios todo lo que ha hecho en mi vida".

Harden comenzó a dejarse crecer su característica barba en 2009 después de que le diera pereza afeitarse. Desde entonces ha sido parte de su imagen, e incluso ha aparecido en canciones y camisetas, y la marca de caramelos alemana Trolli, le hizo una edición especial en la que se mostraba una representación de su cara y su barba en cada gominola.
El 3 de agosto de 2015, llegó a un acuerdo de patrocinio con compañía de material deportivo Adidas por $200 millones, para los próximos 13 años.
El 18 de julio de 2019, se hace propietario de una parte de dos equipos de fútbol de la ciudad de Houston, los Houston Dynamo de la MLS y los Houston Dash de la NWSL. Harden explicó su decisión diciendo:

"Houston is my home now, and I saw this as a way to invest in my city and expand my business interests at the same time". "This is my city and I'm here to stay".
"Houston es ahora mi hogar, y vi esto como una forma de invertir en mi ciudad y ampliar mis intereses comerciales al mismo tiempo". "Esta es mi ciudad y estoy aquí para quedarme".

En verano de 2021, se hace pública su relación con la modelo tejana Jessyka Jansel.

### Polémicas
El 4 de octubre de 2019, el general manager de los Houston Rockets, Daryl Morey, publicó un tuit en el que apoyaba las protestas en Hong Kong de 2019-2021 contra el proyecto de extradición del gobierno chino. Ese tuit provocó la suspensión de relaciones entre la liga china (la Chinese Basketball Association) y los Houston Rockets. Como representante del equipo, Harden salió públicamente a disculparse, diciendo:

"We apologize. We love China."
"Nos disculpamos. Nos encanta China".